# Alessandro Turchi

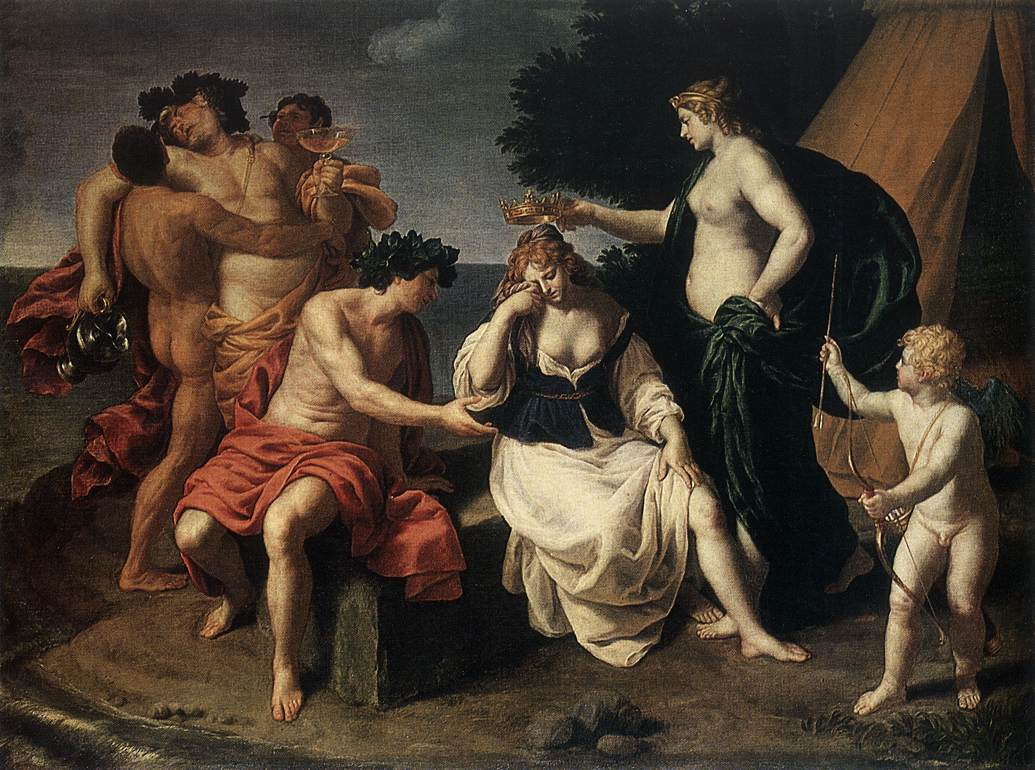
Alessandro Turchi, Bacchus und Ariadne, Eremitage

Alessandro Turchi (* 1578 in Verona; † 22. Januar 1649 in Rom) war ein italienischer Maler des frühen Barocks. Er ist auch unter dem Namen Alessandro Veronese oder als L’Orbetto bekannt; den Beinamen erhielt er, weil er auf einem Auge blinzelte. Neben fein gemalten Kabinettstücken auf Schiefer oder Marmor schuf er später auch Leinwandbilder mit mythologischer und christlicher Thematik.

## Ausbildung in Verona und erste Arbeiten
Alessandro Turchi wurde in der Werkstatt von Felice Brusasorzi, einem der Veroneser Meister des späten Manierismus, ausgebildet und war bereits ab 1603 freischaffend tätig. Im Jahre 1610 stellte er ein Altarbild für die Kirche von San Luca in Verona fertig, und im Jahr 1612 bekam er von der Veroneser Gilde der Goldschmiede den Auftrag für ein – heute verlorenes – Altarbild „Madonna und die Heiligen“. Dann verließ er die Werkstatt von Brusasorzi und ging für einige Zeit nach Venedig.
1616 reiste Turchi nach Rom und beteiligte sich an einem Fresko in der Sala Regia des Palazzo del Quirinale und malte anschließend für den Kardinal Scipione Borghese Christus, Magdalena und Engel. In Rom geriet er unter den Einfluss der Carracci sowie von Guido Reni und Caravaggio, dessen Helldunkelstil er dann im Sinne seiner Venezianischen Schulung in weichere und gefälligere Formen übersetzte.

## Zeit in Rom
In der Kirche Santa Maria della Concezione stand Turchi im Wettbewerb mit Andrea Sacchi und Pietro da Cortona. 1619 malte er das Altarbild „40 Märtyrer“ für die Varalli-Kapelle der Kirche Santo Stefano in Verona; es fand dort seinen Platz neben den Gemälden von Pasquale Ottino und Marcantonio Bassetti. Weiterhin malte er die „Flucht nach Ägypten“ für die Kirche S. Romualdo, die „Heilige Familie“ für die Kirche San Lorenzo in Lucina und die Darstellung des „San Carlo Borromeo“ für die Kirche San Salvatore in Lauro.
Für Graf Giangiacomo Giusti schuf er im Jahre 1620 eine allegorische Darstellung von „Merkur und Pallas Athene“ sowie drei weitere Gemälde. Im Jahre 1621 führte er für den französischen Kardinal François d’Escoubleau de Sourdis die „Auferstehung Christi“ aus, die sich jetzt in der Kathedrale von Bordeaux befindet; die Gherardini-Familie in Verona erhielt von ihm die „Anbetung der Weisen“. 1621 vollendete er für die Kirche San Salvatore in Lauro in Rom die Bilder „San Carlo Borromeo“ und „Madonna in Herrlichkeit“. Eine Inventarliste des Palazzo Mattei di Giove aus dem Jahr 1632 führt zwei weitere Bilder von Turchi auf.
1623 vermählte sich Turchi mit Lucia San Giuliano. 1637 wurde er mit der Unterstützung des Kardinals Francesco Barberini Präsident der Accademia di San Luca, und im Jahre 1638 trat er der Päpstlichen Accademia dei Virtuosi des Pantheon bei. Turchis Schwester heiratete 1640 den Maler Giacinto Gimignani.